# Писари (Шамац)
Писари су насељено мјесто у општини Шамац, Република Српска, БиХ. Према попису становништва из 2013. у насељу је живјело 484 становника.

## Становништво
| Демографија | Демографија | Демографија |
| Година      | Становника  | Становника  |
| ----------- | ----------- | ----------- |
| 1948.       | 470         |             |
| 1953.       | 547         |             |
| 1961.       | 544         |             |
| 1971.       | 509         |             |
| 1981.       | 518         |             |
| 1991.       | 608         |             |
| 2013.       | 484         |             |